# محوطه قلعه پلنگان
محوطه قلعه پلنگان مربوط به دوران‌های تاریخی پس از اسلام است و در شهرستان بهشهر، خلیج میانکاله، داخل خلیج واقع شده و این اثر در تاریخ ۲۵ اسفند ۱۳۸۰ با شمارهٔ ثبت ۵۴۳۴ به‌عنوان یکی از آثار ملی ایران به ثبت رسیده است.